# جائزة نيوزيلندا الكبرى 1961
جائزة نيوزيلندا الكبرى 1961 هو سباق فورمولا 1 أقيم بتاريخ 7 يناير 1961 في أوكلاند، نيوزيلندا. حلّ الأسترالي جاك برابهام أولا بينما جاء النيوزلندي بروس ماكلارين في المركز الثاني وحصل على المركز الثالث البريطاني غراهام هيل.